# Friedrich Leopold von Kircheisen

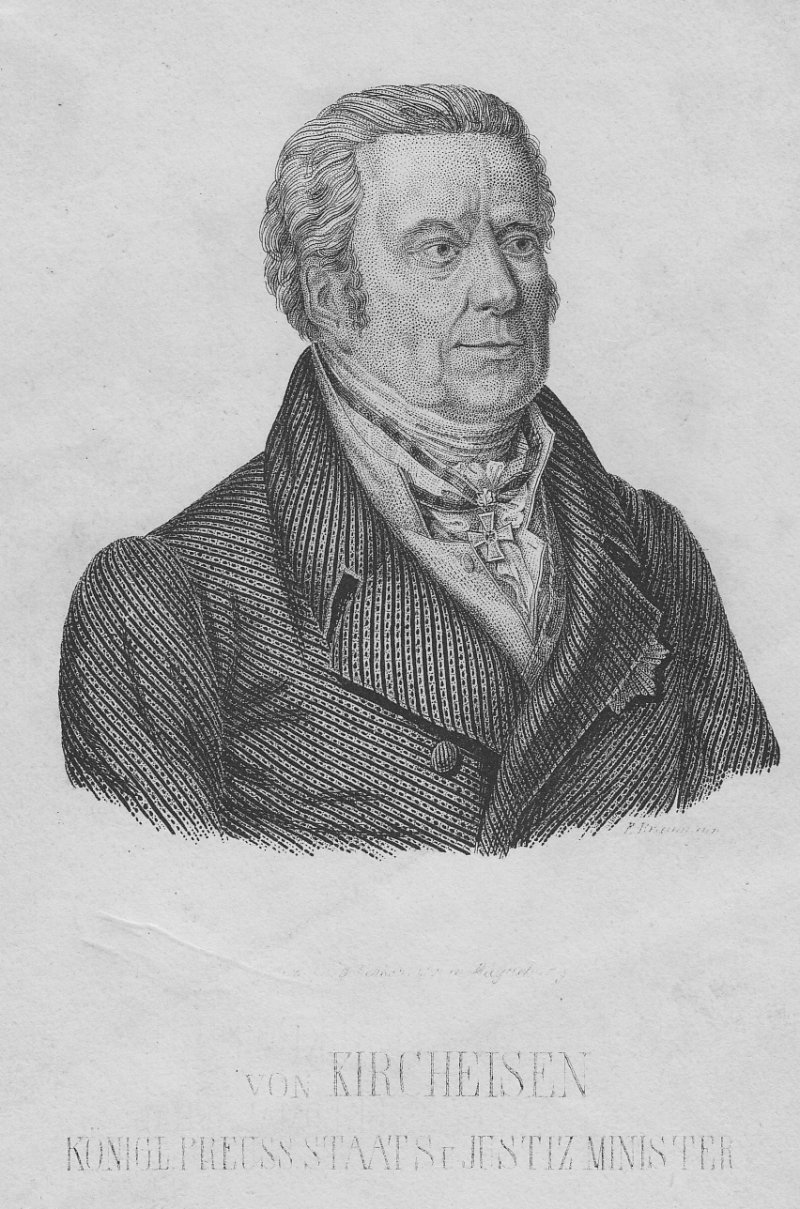
Porträt Friedrich Leopold von Kircheisen, Kupferstich in Punktiermanier um 1820

Friedrich Leopold von Kircheisen (* 28. Juni 1749 in Berlin; † 18. März 1825 in Berlin) war ein preußischer Jurist und Staatsminister.

## Leben
Friedrich Leopold von Kircheisen war der Sohn des Berliner Stadtpräsidenten und Polizeidirektors Karl David Kircheisen und der Friederike Henriette, geb. von Lauer.
Friedrich Leopold besuchte zunächst das Köllnische Gymnasium dann das Joachimsthalsche Gymnasium und studierte Rechtswissenschaften in Halle. Anschließend trat er in den preußischen Justizdienst ein.
Im Jahr 1773, mit 23 Jahren, wurde er zum Kammergerichtsrat, 1777 zum Oberrevisionsrat ernannt. Im Jahr 1787 erhielt Kircheisen die Berufung zum Direktor des Instruktionssenats. Seit 1795 war er Vizepräsident des Kammergerichts. Kircheisen arbeitete am allgemeinen Landrecht mit. Zentral war aber seine Tätigkeit im Bereich der Kriminaljustiz. Das Amt eines Berliner Stadtpräsidenten und Polizeichefs in der Nachfolge seines Vaters lehnte er 1792 ab.
1795 lernte Kircheisen in Karlsbad Johann Wolfgang von Goethe kennen.
Kircheisen organisierte seit 1795 das Justizwesen in den Fürstentümern Ansbach und Bayreuth im Auftrag von Karl August von Hardenberg neu. Im Jahr 1798 wurde Kircheisen geadelt. Außerdem erhielt er die Doktorwürde der Universität Halle. Im Jahr 1809 wurde Kircheisen zum Präsidenten des Kammergerichts ernannt.
In der Staatsregierung Hardenberg war Kircheisen in der Zeit der preußischen Reformen von 1810 bis 1825 Justizminister in Preußen. Als dienstältester Minister leitete er bis 1817 während der häufigen Abwesenheit Hardenbergs die Sitzungen des obersten Regierungsgremiums.
In den späten 1810er Jahren stimmten Kircheisens Positionen nicht immer mit denen Hardenbergs überein. Während Kircheisen etwa eine rasche Rechtsangleichung der neuen Provinzen im Rheinland und in Westfalen forderte, hielt der Staatskanzler dies nicht für nötig. Durch die Errichtung eines eigenen Ministeriums für Gesetzesrevision im Jahr 1817 unter Carl Friedrich von Beyme wurde Kircheisen die Verantwortung in diesem wichtigen Bereich der Justizpolitik entzogen. Ähnliche Gegensätze gab es hinsichtlich der Neuordnung des Hypothekenwesens in den neuen ehemals sächsischen Gebieten im Jahr 1819. Auch dort gingen die Reformvorschläge Kircheisens weiter als die der übrigen Staatsregierung.
Kircheisen war zwar seit 1817 Mitglied des Staatsrates, saß aber nicht in der für das Justizwesen zuständigen Justizabteilung. Im Jahr 1824 widersprach Kircheisen der Mehrheit des Staatsministeriums in der Frage, ob den pazifistisch eingestellten Mennoniten bei Verweigerung des Kriegsdienstes die Staatsbürgerschaft entzogen werden sollte. Für ihn bedeutete die „Nötigung zum Kriegsdienst“ einen „Gewissenszwang.“
Auch für soziale Belange zeigte sich Kircheisen aufgeschlossen. Er war Vorsteher des Berliner Bürgerrettungs-Instituts. Ein anlässlich des 50-jährigen Dienstjubiläums am 30. Juni 1821 von ihm errichteter Stiftungsfonds wandte diesem Institut erhebliche Summen zur Unterstützung älterer bedürftiger Berliner zu. Außerdem war von Kircheisen Mitglied der Armenspeisungs-Anstalt. Er ließ Volksküchen einrichten, in denen für einen Groschen oder gegen an Bedürftige verschenkte Gutscheine Suppenportionen verteilt wurden.
Friedrich Leopold von Kircheisen starb 1825 im Alter von 75 Jahren in Berlin. Er wurde, wie sein Vater 55 Jahre zuvor, auf dem Kirchhof an der Dorotheenstädtischen Kirche beigesetzt. Beide Grabmäler gingen spätestens bei der Einebnung von Kirche und Kirchhof im Jahr 1965 verloren.

## Familie
Im Jahr 1777 heiratete Kircheisen Karoline Philippine Fischer (um 1758; † 11. Juni 1824 in Berlin), die Tochter des Berliner Kriegsrats Karl Benjamin Fischer und der Charlotte Christiane Fischer, geb. Gloxin. Sie hatten zusammen acht Kinder, von denen drei überlebten:
Die älteste Tochter Wilhelmine Juliane von Kircheisen (* 1787 oder 1788) heiratete den mit der Familie von Rahel Varnhagen von Ense befreundeten Geheimen Ober-Rechnungsrat in Berlin, Friedrich August Vetter (1770–1847). Die jüngste Tochter, Luise Elisabeth von Kircheisen (1794–1850), ehelichte am 9. Januar 1820 in Wulkow den Rittergutsbesitzer und späteren Landrat, Friedrich Wilhelm von Schen(c)kendorff (* 21. Juni 1794 in Schönau bei Züllichau; † 27. Februar 1861 in Wulkow).
Friedrich Leopold von Kircheisens Sohn Carl Leopold von Kircheisen wurde königlich-preußischer Justizrat und Geheimer expedierender Sekretär im Justizministerium; er ehelichte am 12. Juli 1812 Philippine, geb. von Brösigke (auch Brösicke, 1795–1859), die ebenfalls bei den Varnhagens verkehrte. Ihre gemeinsame Tochter, Friedrich Leopolds Enkelin Caroline Leopoldine von Kircheisen (* 24. November 1816 in Berlin; † 11. Juli 1851 in Breslau), heiratete 1834 den  Grafen Eduard Hermann Karl von Bethusy-Huc (1799–1871), Militärerzieher des Prinzen Carl von Preußen.

## Ehrungen
- 1814 erhielt Kircheisen den Roten Adlerorden erster Klasse.[13]
- 1815 wurde er als Mitglied in der Akademie gemeinnütziger Wissenschaften zu Erfurt aufgenommen.
- 1821 wurde Kircheisen Ritter des Schwarzen Adlerordens.[14][2]